# Vanellus tricolor
Vanellus tricolor (лат.) — вид птиц из семейства ржанковых.

## Распространение
Эндемик Австралии (включая Тасманию). Редко встречаются на севере континента.

## Описание
Длина тела 25—29 см, масса 140—216 г (в среднем 190 г). Размах крыльев 61-67 см.

## Биология
В состав рациона входят семена, листья, моллюски, черви, насекомые и пауки. Представляется, что растительный компонент (особенно семена) значителен. Пищу представители вида, как и все ржанки, ищут днём и ночью. Птенцы учатся летать между третьей и четвёртой неделей жизни.
МСОП присвоил виду охранный статус LC. Ранее эти птицы считались охотничьей дичью.